# Thesium saxatile
Thesium saxatile är en sandelträdsväxtart som beskrevs av Porphir Kiril Nicolai Stepanowitsch Turczaninow. Thesium saxatile ingår i släktet spindelörter, och familjen sandelträdsväxter. Inga underarter finns listade i Catalogue of Life.